# Bear Lake (Michigan)
Bear Lake est un village du comté de Manistee, dans l'État du Michigan, aux États-Unis. En 2020, il comptait une population de 342 habitants.